# 쌍태양
쌍태양은 한국에서 제작된 권철휘 감독의 1970년 영화이다. 오지명 등이 주연으로 출연하였고 김태수 등이 제작에 참여하였다.

## 출연

### 주연
- 오지명
- 오경아

## 제작진
- 조명: 차정남
- 미술: 이문현